# Jason Vincent
Jason Vincent (Earl Shilton, 20 febbraio 1972) è un pilota motociclistico britannico ritiratosi dall'attività agonistica.

## Carriera
Figlio di Chris, già pilota motociclistico nei Sidecar, per quanto riguarda le competizioni del motomondiale, dopo l'esordio avvenuto nel 1996 usufruendo di una wild card per partecipare al Gran Premio motociclistico di Gran Bretagna della classe 250 alla guida di una Honda del team Padgetts Motor Cycles, nella stagione 1997 ha avuto di nuovo la stessa opportunità sempre con il team Padgetts, questa volta in classe 500. Nella stessa stagione, in sella ad una Yamaha, è vice-campione Europeo classe 250, a poco meno di una ventina di punti da Davide Bulega.
Dal motomondiale 1998 a quello del 2002 ha invece partecipato alle gare in forma più continuativa, senza peraltro ottenere risultati di particolare rilievo. L'ultima sua apparizione risale al Gran Premio motociclistico di Gran Bretagna 2003, nuovamente grazie ad una wild card, dove peraltro riesce ancora a conquistare punti validi per la classifica iridata.
Nelle sue apparizioni non è mai riuscito a vincere un gran premio, né a raggiungere piazzamenti sul podio, ma può vantare un giro più veloce in gara, in occasione del Gran Premio motociclistico di Catalogna 2000.

## Risultati nel motomondiale

### Classe 250
| 1996 | Classe | Moto  |  |  |  |  |  |  |  |  |     |  |  |  |  |  |  |  | Punti | Pos. |
| ---- | ------ | ----- |  |  |  |  |  |  |  |  | --- |  |  |  |  |  |  |  | ----- | ---- |
| 1996 | 250    | Honda |  |  |  |  |  |  |  |  | Rit |  |  |  |  |  |  |  | 0     |      |

| 1998 | Classe | Moto      |    |    |     |     |    |   |   |   |   |   |    |    |     |  |  |  | Punti | Pos. |
| ---- | ------ | --------- | -- | -- | --- | --- | -- | - | - | - | - | - | -- | -- | --- |  |  |  | ----- | ---- |
| 1998 | 250    | TSR-Honda | 19 | 14 | Rit | Rit | 10 | 8 | 8 | 6 | 5 | 7 | 15 | 11 | Rit |  |  |  | 60    | 13º  |

| 1999 | Classe | Moto  |    |     |    |   |   |     |   |     |     |   |     |   |    |    |    |    | Punti | Pos. |
| ---- | ------ | ----- | -- | --- | -- | - | - | --- | - | --- | --- | - | --- | - | -- | -- | -- | -- | ----- | ---- |
| 1999 | 250    | Honda | 12 | Rit | 11 | 5 | 7 | Rit | 9 | Rit | Rit | 9 | Rit | 7 | 12 | 11 | 11 | 12 | 70    | 11º  |

| 2000 | Classe | Moto    |   |    |    |    |     |     |    |    |   |    |     |   |   |   |   |   | Punti | Pos. |
| ---- | ------ | ------- | - | -- | -- | -- | --- | --- | -- | -- | - | -- | --- | - | - | - | - | - | ----- | ---- |
| 2000 | 250    | Aprilia | 9 | 12 | 16 | 12 | Rit | Rit | 19 | 19 | 5 | 21 | Rit | 7 | 9 | 9 | 9 | 8 | 64    | 11º  |

| 2001 | Classe | Moto   |  |  |  |  |  |  |  |  |  |    |    |     |    |     |    |    | Punti | Pos. |
| ---- | ------ | ------ |  |  |  |  |  |  |  |  |  | -- | -- | --- | -- | --- | -- | -- | ----- | ---- |
| 2001 | 250    | Yamaha |  |  |  |  |  |  |  |  |  | 23 | 14 | Rit | 22 | Rit | 18 | 20 | 2     | 31º  |

| 2002 | Classe | Moto  |     |    |    |    |    |    |    |    |    |    |     |     |    |    |     |    | Punti | Pos. |
| ---- | ------ | ----- | --- | -- | -- | -- | -- | -- | -- | -- | -- | -- | --- | --- | -- | -- | --- | -- | ----- | ---- |
| 2002 | 250    | Honda | Rit | 12 | 17 | 15 | 15 | 19 | 19 | 16 | 14 | 12 | Rit | Rit | 19 | 14 | Rit | 14 | 16    | 22º  |

| 2003 | Classe | Moto    |  |  |  |  |  |  |  |    |  |  |  |  |  |  |  |  | Punti | Pos. |
| ---- | ------ | ------- |  |  |  |  |  |  |  | -- |  |  |  |  |  |  |  |  | ----- | ---- |
| 2003 | 250    | Aprilia |  |  |  |  |  |  |  | 11 |  |  |  |  |  |  |  |  | 5     | 28º  |

| Legenda | 1º posto        | 2º posto            | 3º posto            | A punti      | Senza punti        | Grassetto – Pole position Corsivo – Giro più veloce |
| Legenda | Gara non valida | Non qual./Non part. | Ritirato/Non class. | Squalificato | '-' Dato non disp. | Grassetto – Pole position Corsivo – Giro più veloce |

### Classe 500
| 1997 | Classe | Moto  |  |  |  |  |  |  |  |  |  |  |    |  |  |  |  |  | Punti | Pos. |
| ---- | ------ | ----- |  |  |  |  |  |  |  |  |  |  | -- |  |  |  |  |  | ----- | ---- |
| 1997 | 500    | Honda |  |  |  |  |  |  |  |  |  |  | 14 |  |  |  |  |  | 2     | 28º  |

| 2001 | Classe | Moto              |     |    |    |     |     |    |     |    |    |  |  |  |  |  |  |  | Punti | Pos. |
| ---- | ------ | ----------------- | --- | -- | -- | --- | --- | -- | --- | -- | -- |  |  |  |  |  |  |  | ----- | ---- |
| 2001 | 500    | Pulse GP e Yamaha | Rit | NP | 18 | Rit | Rit | 16 | Rit | 13 | 16 |  |  |  |  |  |  |  | 3     | 26º  |

| Legenda | 1º posto        | 2º posto            | 3º posto            | A punti      | Senza punti        | Grassetto – Pole position Corsivo – Giro più veloce |
| Legenda | Gara non valida | Non qual./Non part. | Ritirato/Non class. | Squalificato | '-' Dato non disp. | Grassetto – Pole position Corsivo – Giro più veloce |